# 山陽色素
山陽色素株式会社（さんようしきそかぶしきがいしゃ）は、兵庫県姫路市に本社を置く有機顔料、加工顔料、機能性顔料の製造を行っている化学メーカーである。
日本で初めての有機顔料専属メーカーであり、顔料合成・顔料分散技術・微粒子化技術の研究開発を強みに持つ。銅フタロシアニン顔料の合成技術に特化している。
従業員の1/4が技術研究者である。
兵庫県の優良企業と就職セミナーで紹介された。

## 概要
顔料合成・紙・筆記具・塗料・インキ・液晶材料・建材・機能性材料など多彩な製品を扱う。
近年は大手メーカーや大学との共同研究、自社でのシーズ型の製品開発に注力し研究開発を行っている。学生を対象としたインターンを積極的に行っている。
環境問題への取り組みも強化しており、2005年8月15日付でエコアクション21を認証取得している。
社訓・社是は「苦進楽慎」「以信為宝」。
製品・サービスを始めとする仕事全体の質を高め、また維持するためのマネジメントシステムとして、当社はISO 9000シリーズの認証を取得している。
主要子会社
- 国内 - 2工場、2営業所
- 海外 - 現地法人1社

### 歴史
| 1931年 （昭和6年）  | ・ 山陽色素合資会社設立 ・ アゾ顔料の製造販売を始める |
| 1937年 （昭和12年） | ・ 山陽色素株式会社に改組                             |
| 1938年 （昭和13年） | ・ フタロシアニン顔料の工業化                         |
| 1939年 （昭和14年） | ・ 大阪出張所開設(後に営業所/2001年姫路へ移転)        |
| 1940年 （昭和15年） | ・ 東京出張所開設(現関東営業所)                       |
| 1948年 （昭和23年） | ・ 姫路第二工場完成                                   |
| 1956年 （昭和31年） | ・ 神戸工場完成(-73年)                                |
| 1971年 （昭和46年） | ・ 東海工場完成                                       |
| 1977年 （昭和52年） | ・ 連続式アゾ顔料製造設備建設                         |
| 1994年 （平成6年）  | ・ 東海工場ISO9002認証取得                            |
| 1995年 （平成7年）  | ・ 姫路工場ISO9002認証取得                            |
| 1998年 （平成10年） | ・ 機能性顔料の製造設備建設                           |
| 1999年 （平成11年） | ・ 全社統一でISO9001に統合し認証取得                  |
| 2001年 （平成13年） | ・ 関西営業所開設(大阪営業所を移転)                   |
| 2005年 （平成17年） | ・ エコアクション21認証取得                           |
| 2011年 （平成23年） | ・ 姫路第二工場を姫路工場に集約                       |
| 2012年 （平成24年） | ・ 山陽色素（上海）有限公司を設立                     |
| 2013年 （平成25年） | ・ 本社技術開発センター完成                           |

補足
- 1931年（昭和6年） 山陽色素合資会社設立。アゾ顔料の製造販売を始める
- 1937年（昭和12年） 山陽色素株式会社に改組
- 1938年（昭和13年） フタロシアニン顔料の工業化
- 1939年（昭和14年） 大阪出張所開設(後に営業所/2001年姫路へ移転)
- 1940年（昭和15年） 東京出張所開設(現関東営業所)
- 1948年（昭和23年） 姫路第二工場完成
- 1956年（昭和31年） 神戸工場完成(-73年)
- 1971年（昭和46年） 東海工場完成
- 1977年（昭和52年） 連続式アゾ顔料製造設備建設
- 1994年（平成6年） 東海工場ISO9002認証取得
- 1995年（平成7年） 姫路工場ISO9002認証取得
- 1998年（平成10年） 機能性顔料の製造設備建設
- 1999年（平成11年） 全社統一でISO9001に統合し認証取得
- 2001年（平成13年） 関西営業所開設(大阪営業所を移転)
- 2005年（平成17年） エコアクション21認証取得
- 2011年（平成23年） 姫路第二工場を姫路工場に集約
- 2012年（平成24年） 山陽色素（上海）有限公司を設立